# Skate America 2011
Skate America 2011 – pierwsze w kolejności zawody łyżwiarstwa figurowego w cyklu Grand Prix 2011/2012. Zawody odbywały się od 21 do 23 października 2011 roku w hali Citizens Business Bank Arena w Ontario.
Złoto w konkurencji solistów zdobył Michal Březina, dla którego było to pierwsze zwycięstwo w zawodach Grand Prix. W zmaganiach solistek zwyciężyła Amerykanka Alissa Czisny pokonując Carolinę Kostner o zaledwie 0,13 punktu. Na najniższym stopniu podium stanęła Viktoria Helgesson, zdobywając tym samym pierwszy w historii medal Grand Prix dla Szwecji. W konkurencji par sportowych triumfowali reprezentanci Niemiec Alona Sawczenko i Robin Szolkowy, którzy po programie krótkim zajmowali dopiero 5. miejsce. Wśród par tanecznych zwycięstwo odnieśli mistrzowie świata Meryl Davis i Charlie White.

## Wyniki

### Soliści

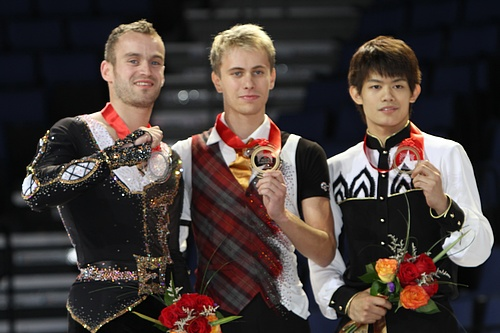
Medaliści w konkurencji solistów, od lewej: Van Der Perren (BEL), Březina (CZE), Kozuka (JPN)

| Poz. | Zawodnik             | Nota łączna | SP | SP    | FS | FS     |
| ---- | -------------------- | ----------- | -- | ----- | -- | ------ |
| 1    | Michal Březina       | 216,00      | 1  | 79,08 | 3  | 136,92 |
| 2    | Kevin Van Der Perren | 212,48      | 4  | 70,09 | 1  | 142,39 |
| 3    | Takahiko Kozuka      | 212,09      | 2  | 70,69 | 2  | 141,40 |
| 4    | Richard Dornbush     | 202,27      | 5  | 70,03 | 6  | 132,24 |
| 5    | Dienis Ten           | 197,98      | 6  | 67,38 | 7  | 130,60 |
| 6    | Daisuke Murakami     | 193,32      | 3  | 70,67 | 9  | 122,65 |
| 7    | Douglas Razzano      | 192,95      | 9  | 60,69 | 5  | 132,26 |
| 8    | Samuel Contesti      | 190,20      | 10 | 55,52 | 4  | 134,68 |
| 9    | Florent Amodio       | 187,60      | 8  | 62,46 | 8  | 125,14 |
| 10   | Armin Mahbanoozadeh  | 179,07      | 7  | 64,54 | 10 | 114,53 |

### Solistki

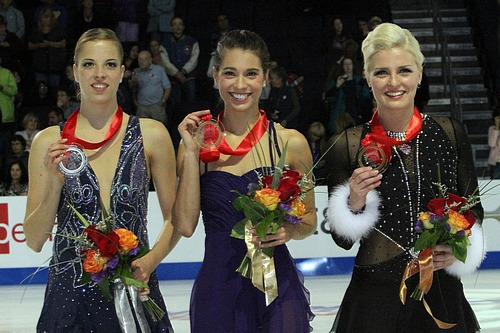
Medalistki w konkurencji solistek, od lewej: Kostner (ITA), Czisny (USA), Helgesson (SWE)

| Poz. | Zawodniczka          | Nota łączna | SP | SP    | FS | FS     |
| ---- | -------------------- | ----------- | -- | ----- | -- | ------ |
| 1    | Alissa Czisny        | 177,48      | 1  | 64,20 | 2  | 113,28 |
| 2    | Carolina Kostner     | 177,35      | 2  | 60,23 | 1  | 117,12 |
| 3    | Viktoria Helgesson   | 145,75      | 5  | 51,13 | 5  | 94,62  |
| 4    | Haruka Imai          | 142,94      | 4  | 54,67 | 9  | 88,27  |
| 5    | Ksienija Makarowa    | 142,67      | 7  | 45,95 | 4  | 96,72  |
| 6    | Caroline Zhang       | 140,70      | 3  | 55,05 | 10 | 85,65  |
| 7    | Elene Gedewaniszwili | 140,12      | 10 | 42,51 | 3  | 97,61  |
| 8    | Joelle Forte         | 139,70      | 6  | 48,86 | 7  | 90,84  |
| 9    | Valentina Marchei    | 135,17      | 9  | 43,19 | 6  | 91,98  |
| 10   | Joshi Helgesson      | 133,98      | 8  | 45,03 | 8  | 88,95  |

### Pary sportowe

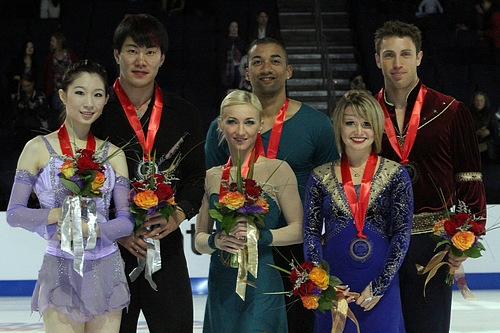
Medaliści w parach sportowych, od lewej: Dan / Hao (CHN), Sawczenko / Szolkowy (GER), Moore-Towers / Moscovitch (CAN)

| Poz. | Zawodnicy                               | Nota łączna | SP | SP    | FS | FS     |
| ---- | --------------------------------------- | ----------- | -- | ----- | -- | ------ |
| 1    | Alona Sawczenko / Robin Szolkowy        | 183,98      | 5  | 59,45 | 1  | 124,53 |
| 2    | Zhang Dan / Zhang Hao                   | 178,66      | 1  | 62,85 | 3  | 115,81 |
| 3    | Kirsten Moore-Towers / Dylan Moscovitch | 177,43      | 4  | 59,60 | 2  | 117,83 |
| 4    | Caydee Denney / John Coughlin           | 175,40      | 2  | 59,62 | 4  | 115,78 |
| 5    | Wiera Bazarowa / Jurij Łarionow         | 173,94      | 3  | 59,62 | 5  | 114,32 |
| 6    | Tiffany Vise / Don Baldwin              | 155,42      | 7  | 51,55 | 6  | 103,87 |
| 7    | Mary Beth Marley / Rockne Brubaker      | 144,80      | 6  | 56,16 | 8  | 88,64  |
| 8    | Maylin Hausch / Daniel Wende            | 141,54      | 8  | 48,94 | 7  | 92,60  |

### Pary taneczne

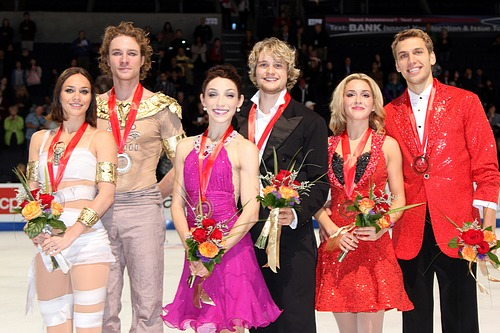
Medaliści w parach tanecznych, od lewej: Péchalat / Bourzat (FRA), Davis / White (USA), Tobias / Stagniūnas (LTU)

| Poz. | Zawodnicy                             | Nota łączna | SD | SD    | FD | FD     |
| ---- | ------------------------------------- | ----------- | -- | ----- | -- | ------ |
| 1    | Meryl Davis / Charlie White           | 178,07      | 1  | 70,33 | 1  | 107,74 |
| 2    | Nathalie Péchalat / Fabian Bourzat    | 156,29      | 2  | 60,07 | 2  | 96,22  |
| 3    | Isabella Tobias / Deividas Stagniūnas | 132,58      | 5  | 51,83 | 4  | 80,75  |
| 4    | Nielli Żyganszyna / Alexander Gazsi   | 131,61      | 3  | 55,66 | 6  | 75,95  |
| 5    | Kharis Ralph / Asher Hill             | 131,29      | 4  | 52,68 | 5  | 78,61  |
| 6    | Madison Hubbell / Zachary Donohue     | 131,04      | 6  | 49,71 | 3  | 81,33  |
| 7    | Isabella Cannuscio / Ian Lorello      | 115,22      | 7  | 42,05 | 8  | 73,17  |
| 8    | Alexandra Paul / Mitchell Islam       | 111,70      | 8  | 37,50 | 7  | 74,20  |